# Yulania pilocarpa
Yulania pilocarpa là một loài thực vật có hoa trong họ Magnoliaceae. Loài này được (Z.Z. Zhao & Z.W. Xie) D.L. Fu mô tả khoa học đầu tiên năm 2001.